# 米克法勒烏鄉
46°3′0″N 25°50′0″E / 46.05000°N 25.83333°E
米克法勒烏鄉（羅馬尼亞語：Comuna Micfalău, Covasna），是羅馬尼亞的鄉份，位於該國中部，由科瓦斯納縣負責管轄，面積36平方公里，海拔高度584米，2007年人口1,891，人口密度每平方公里53人。